# Häufungspunkt
In der Analysis ist ein Häufungspunkt einer Menge anschaulich ein Punkt, der unendlich viele Punkte der Menge in seiner Nähe hat. Ein Häufungspunkt einer Folge (seltener: Verdichtungspunkt oder Häufungswert) ist ein Punkt, der Grenzwert einer unendlichen Teilfolge ist. Beide Begriffe sind eng miteinander verwandt. Entsprechende, aber im Detail leicht unterschiedliche Definitionen gibt es in der Topologie.
Der Begriff des Häufungspunkts spielt eine wichtige Rolle in der Mathematik.
Eine stärkere Bedingung gilt für einen Kondensationspunkt oder auch {\displaystyle \aleph _{1}}-Häufungspunkt (s. u.) einer Menge.

## Häufungspunkte und Grenzwerte
Der Begriff Folgenhäufungspunkt ist eng verwandt mit dem Begriff Grenzwert. Der entscheidende Unterschied liegt darin, dass jede Folge höchstens einen Grenzwert haben kann, aber möglicherweise mehrere, eventuell sogar unendlich viele Häufungspunkte.
Von einem Grenzwert wird gefordert, dass in jeder Umgebung fast alle Folgenglieder liegen. Bei einem Häufungspunkt müssen dies nur unendlich viele sein. Es können also nochmals „unendlich viele“ Folgenglieder für weitere Häufungspunkte übrig bleiben.
Wenn eine Folge einen Grenzwert hat, dann ist dieser Grenzwert insbesondere auch ein Folgenhäufungspunkt. Wenn eine Folge in einem Hausdorff-Raum (also insbesondere jede Folge in einem metrischen Raum) mehrere Folgenhäufungspunkte hat, dann hat sie keinen Grenzwert.

## Folgenhäufungspunkte und Mengenhäufungspunkte
Die Begriffe Folgenhäufungspunkt und Mengenhäufungspunkt sind eng miteinander verwandt, aber nicht genau gleichwertig. Das demonstriert folgendes Beispiel:

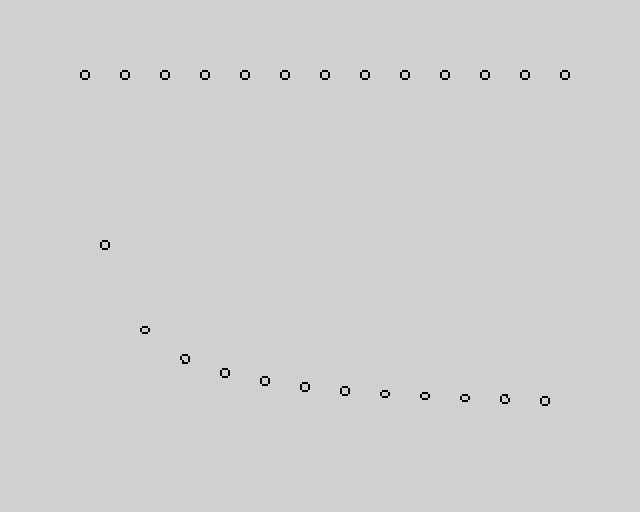
Die konstante Teilfolge konvergiert gegen 1, die nichttriviale andere gegen 0.

Die Folge {\displaystyle a=(a_{n}),n\in \mathbb {N} } sei definiert durch
{\displaystyle a_{n}:={\begin{cases}1/n,&{\text{falls }}n{\text{ gerade}},\\1,&{\text{sonst.}}\end{cases}}}
Die Folge {\displaystyle a} hat zwei Häufungspunkte. Die Teilfolge {\displaystyle (a_{2n})} konvergiert gegen 0, also ist 0 Folgenhäufungspunkt von {\displaystyle (a_{n})}. Die Teilfolge {\displaystyle (a_{2n+1})} konvergiert gegen 1, also ist auch 1 Folgenhäufungspunkt von {\displaystyle (a_{n})}.

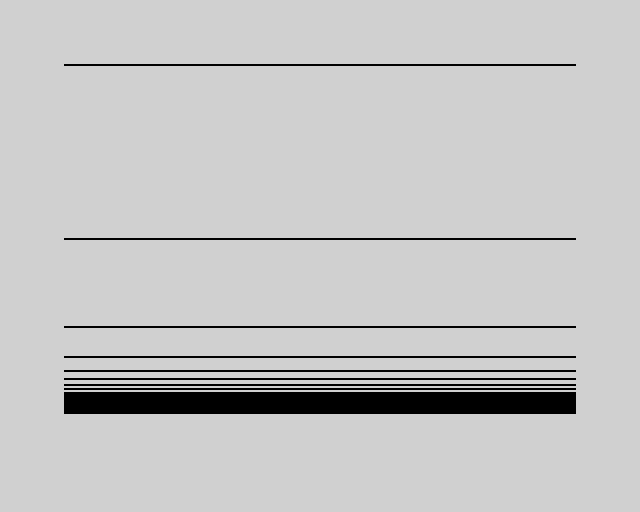
Der einzige Häufungspunkt der Menge ist 0, und 0 selbst gehört nicht zur Menge. 1 ist kein Häufungspunkt.

Die Menge der Folgenglieder von {\displaystyle (a_{n})} ist definiert durch
{\displaystyle X((a_{n})):=\left\{a_{n}\mid n\in \mathbb {N} \right\}}
Das heißt, {\displaystyle X((a_{n}))\,} ist die Menge aller Folgenglieder, siehe Bildmenge von Funktionen. Nun ist 0 ein Häufungspunkt der Menge {\displaystyle X((a_{n})),} denn um jede {\displaystyle \varepsilon }-Umgebung gibt es noch Elemente {\displaystyle 1/n\,} mit {\displaystyle 1/n<\varepsilon }, die 1 jedoch nicht, da sich zum Beispiel in seiner Umgebung mit dem Radius {\displaystyle 0{,}3} kein weiteres Element der Menge befindet.
Der Unterschied beruht darauf, dass ein Wert, der in einer Folge unendlich oft als Glied vorkommt, in der Menge trotzdem nur einmal gezählt wird. Jeder Mengenhäufungspunkt ist ein Folgenhäufungspunkt. Umgekehrt ist ein Folgenhäufungspunkt ein Mengenhäufungspunkt oder kommt unendlich oft als Folgenglied vor.

## Häufungspunkt einer Folge

### Definition
Ein Punkt {\displaystyle p} heißt Häufungspunkt oder Häufungswert einer Folge von Punkten, falls in jeder noch so kleinen Umgebung des Punktes unendlich viele Folgenglieder liegen.
Diese Definition gilt zunächst für Folgen rationaler oder reeller Zahlen. Sie kann wortwörtlich ebenso in beliebigen, auch mehrdimensionalen, metrischen Räumen, allgemeiner noch in uniformen Räumen und darüber hinaus in allen topologischen Räumen verwendet werden. Dabei wird eine jeweils allgemeinere Definition des Umgebungsbegriffes verwendet.
Sofern die Topologie des Raumes nicht allzu 'verklumpt' ist, ist ein Punkt {\displaystyle p} bereits dann Häufungspunkt, wenn in jeder Umgebung von {\displaystyle p} ein von {\displaystyle p} verschiedenes Folgenglied liegt.
Eine Folge kann einen, mehrere, sogar unendlich viele Häufungspunkte besitzen, zwischen denen sie in ihrem Verlauf „hin- und herspringt“. Ebenso gibt es Folgen, die keinen Häufungspunkt besitzen.
In einem kompakten Raum besitzt jede unendliche Folge einen Häufungspunkt (zum Beispiel in einem beschränkten und abgeschlossenen Teilbereich des reellen Raumes).

### Häufungspunkte und Grenzwerte
Der Grenzwert einer konvergenten Folge ist immer auch Häufungspunkt der Folge, denn per Definition enthält jede noch so kleine Umgebung des Grenzwertes alle bis auf endlich viele Folgenglieder. In metrischen Räumen und allgemeiner in Hausdorff-Räumen ist der Grenzwert einer konvergenten Folge eindeutig und ist auch der einzige Häufungspunkt der Folge. In allgemeineren topologischen Räumen kann eine Folge gleichzeitig sowohl einen Grenzwert besitzen als auch einen Häufungspunkt, der kein Grenzwert ist.

### Teilfolgen
Hat eine Folge einen Grenzwert, so konvergieren alle Teilfolgen gegen diesen.
Für einen Häufungspunkt ist es hinreichend, dass eine Teilfolge gegen den Häufungspunkt konvergiert. Jeder Häufungspunkt einer Teilfolge ist auch Häufungspunkt der Ausgangsfolge. Im Raum der reellen Zahlen (und allgemeiner in allen das erste Abzählbarkeitsaxiom erfüllenden topologischen Räumen) gibt es zu jedem Häufungspunkt eine Teilfolge, die gegen diesen Häufungspunkt konvergiert.

### Limes superior und Limes inferior
Vorausgesetzt, die Menge der Häufungspunkte einer beschränkten reellen Zahlenfolge sei nichtleer, beschränkt und außerdem abgeschlossen, wird der Limes superior (zu deutsch „oberer Limes“ oder „oberer Grenzwert“) als der größte Häufungspunkt dieser Folge definiert, geschrieben {\displaystyle \textstyle \limsup _{n\to \infty }a_{n}}.
Dabei gilt: {\displaystyle b\;} ist größter Häufungspunkt einer Folge {\displaystyle a=(a_{n})_{n\in \mathbb {N} }} genau dann, wenn für jedes {\displaystyle \varepsilon >0\;} im Intervall {\displaystyle (b-\varepsilon ,b+\varepsilon )\;} unendlich viele, im sich anschließenden Intervall {\displaystyle (b+\varepsilon ,\infty )} dagegen höchstens endlich viele (weitere) Folgenglieder anzutreffen sind.
Analog wird der Limes inferior (zu deutsch „unterer Limes“ oder „unterer Grenzwert“) als der kleinste Häufungspunkt einer beschränkten reellen Zahlenfolge definiert. Es gilt {\displaystyle \textstyle \liminf _{n\to \infty }a_{n}=-\limsup _{n\to \infty }(-a_{n})}.
Limes superior und Limes inferior lassen sich auf die erweiterten reellen Zahlen verallgemeinern und schließen dann für nach oben unbeschränkte Folgen den Wert {\displaystyle +\infty } und für nach unten unbeschränkte Folgen {\displaystyle -\infty } als Häufungspunkte ein. Zur Unterscheidung werden {\displaystyle +\infty } und {\displaystyle -\infty } in diesem Zusammenhang oft als uneigentliche Häufungspunkte bezeichnet. Unter Einschluss der uneigentlichen Häufungspunkte existieren Limes superior und Limes inferior dann nicht nur für beschränkte, sondern für alle beliebigen reellen Zahlenfolgen.

### Beispiele

Die Folge hat zwei Häufungspunkte

- Die konstante reellwertige Folge {\displaystyle a_{n}=1} hat 1 als einzigen Häufungspunkt. Die Elemente der Folge {\displaystyle b_{n}=(-1)^{n}} springen zwischen +1 und −1 hin und her, und beide Punkte sind Häufungspunkte der Folge, obwohl es beispielsweise Umgebungen um +1 gibt, so dass unendlich viele Folgenglieder außerhalb der Umgebung liegen. Gleichzeitig konvergiert die Teilfolge der Elemente mit geradem Folgenindex gegen den oberen Häufungspunkt +1, und die Teilfolge der Elemente mit ungeradem Folgenindex konvergiert gegen den unteren Häufungspunkt −1.
- Die Folge {\displaystyle c_{n}=1/n} konvergiert gegen 0, und 0 ist dementsprechend der einzige Häufungspunkt der Folge. Das Beispiel zeigt, dass der Häufungspunkt der Folge selbst nicht in der Folge vorzukommen braucht.
- Die reellwertige divergente Folge {\displaystyle d_{n}=n} hat keinen Häufungspunkt. Durch Hinzufügen eines „Punktes im Unendlichen“ (Einpunktkompaktifizierung) lässt sich die Menge der reellen Zahlen zu einem kompakten Raum erweitern, in dem der hinzugefügte Punkt der einzige Häufungspunkt der Folge ist.
- Ein Beispiel einer Folge mit abzählbar unendlich vielen Häufungspunkten ist {\displaystyle (a_{n})=(1,1,2,1,2,3,1,2,3,4,\dots )}. Jede natürliche Zahl ist ein Häufungspunkt dieser Folge.
- Es existieren auch Folgen mit überabzählbar unendlich vielen Häufungspunkten. Da die rationalen Zahlen abzählbar sind, existiert eine Bijektion {\displaystyle \phi \colon \mathbb {N} \to \mathbb {Q} }. Die Konstruktion erfolgt über Cantors erstes Diagonalargument. Diese Bijektion kann man nun als Folge in den reellen Zahlen auffassen. Da {\displaystyle \mathbb {Q} } dicht in {\displaystyle \mathbb {R} } liegt, ist jede reelle Zahl Häufungspunkt dieser Folge.
- In einem mit der indiskreten Topologie versehenen Raum ist jeder Punkt des Raumes Häufungspunkt und sogar Grenzwert jeder Folge: Die indiskrete Topologie ist die gröbstmögliche Topologie, und in einem solchen Raum ist der ganze Raum selbst die einzige nichtleere offene Menge und somit die einzige als Umgebung infrage kommende Menge.[2] In einem mit der diskreten Topologie versehenen Raum dagegen ist ein Punkt genau dann Häufungspunkt einer Folge, wenn er unendlich oft als Element der Folge auftaucht: Die diskrete Topologie ist die feinstmögliche Topologie, und in einem solchen Raum sind auch die einelementigen Teilmengen offen. Damit ist jede einelementige Teilmenge die kleinstmögliche Umgebung des in ihr enthaltenen Punktes.
- Die Folge {\displaystyle a_{n}=(-1)^{n}{\tfrac {n}{n+1}}} besitzt 1 und −1 als Häufungspunkt. Dies erkennt man auch gut an folgender Grafik, welche einige Folgenglieder dieser Folge zeigt:

## Häufungspunkte und Berührpunkte einer Menge

### Definition
In einem topologischen Raum {\displaystyle X} sei {\displaystyle p} ein Punkt aus {\displaystyle X} und {\displaystyle M} eine Teilmenge von {\displaystyle X}. Man bezeichnet {\displaystyle p} als Berührpunkt (auch Adhärenzpunkt) von {\displaystyle M}, wenn in jeder Umgebung von {\displaystyle p} mindestens ein Punkt von {\displaystyle M} liegt. {\displaystyle p} heißt Häufungspunkt von {\displaystyle M}, wenn in jeder Umgebung von {\displaystyle p} mindestens ein Punkt von {\displaystyle M} liegt, der von {\displaystyle p} verschieden ist. Man kann Mengenhäufungspunkte also so charakterisieren, dass diese durch andere Elemente der Menge beliebig genau approximiert werden können. Die Menge aller Häufungspunkte einer Menge wird als Ableitung der Menge bezeichnet. Die Menge aller Berührpunkte von {\displaystyle M} heißt Abschluss von {\displaystyle M} und wird als {\displaystyle {\overline {M}}} geschrieben.
In topologischen Räumen ist:
- {\displaystyle \displaystyle p} genau dann ein Häufungspunkt von {\displaystyle \displaystyle M}, wenn {\displaystyle p\in {\overline {M\setminus \{p\}}}},
- jeder Häufungspunkt ein Berührpunkt,
- jeder Punkt {\displaystyle p\in M} ein Berührpunkt,
- jeder Berührpunkt, der in {\displaystyle \displaystyle X\setminus M} liegt, auch ein Häufungspunkt von {\displaystyle \displaystyle M}.

In diesem Zusammenhang heißt {\displaystyle p} Häufungspunkt von {\displaystyle M} im engeren Sinne (oder eigentlicher Häufungspunkt), wenn jede Umgebung von {\displaystyle p} unendlich viele gemeinsame Punkte mit {\displaystyle M} hat.
In einem T1-Raum sind die Begriffe Häufungspunkt und Häufungspunkt im engeren Sinne äquivalent, und jeder Punkt {\displaystyle p} ist unter der Voraussetzung, dass der Umgebungsfilter eines jeden Punktes des Raumes eine höchstens abzählbare Basis hat, genau dann ein Häufungspunkt von {\displaystyle M}, wenn es eine aus Punkten von {\displaystyle M\setminus \{p\}} bestehende Folge gibt, die gegen {\displaystyle p} konvergiert.
Sei {\displaystyle B_{X}(p)} der Umgebungsfilter des Punktes {\displaystyle p} im topologischen Raum {\displaystyle X}. Man nennt
{\displaystyle \operatorname {v} (X,M,p)=\min\{\operatorname {card} (M\cap U)\}_{U\in B_{X}(p)}}
den Verdichtungsgrad der Menge {\displaystyle M} im Punkt {\displaystyle p}.
Für jede Kardinalzahl {\displaystyle m\leq \operatorname {card} (X)} heißt {\displaystyle p} ein {\displaystyle m}-Häufungspunkt von {\displaystyle M}, wenn {\displaystyle m\leq \operatorname {v} (X,M,p)}. Die {\displaystyle \operatorname {card} (X)}-Häufungspunkte heißen maximale oder vollständige Häufungspunkte. Die {\displaystyle \aleph _{1}}-Häufungspunkte (lies Aleph-1-Häufungspunkte) heißen Verdichtungs- oder Kondensationspunkte. Die Menge aller Punkte in {\displaystyle X}, die Kondensationspunkte einer Menge {\displaystyle M} sind, heißt Kondensation von {\displaystyle M} und wird mit {\displaystyle \operatorname {cp} (M)} oder {\displaystyle M^{\odot }} bezeichnet. In polnischen Räumen gilt für jede Menge {\displaystyle M\colon \operatorname {cp} (\operatorname {cp} (M))=\operatorname {cp} (M)}.
{\displaystyle p} heißt isolierter Punkt von {\displaystyle M}, wenn er in {\displaystyle M} liegt, aber kein Häufungspunkt von {\displaystyle M} ist. {\displaystyle p} heißt unverdichtet, falls er kein Verdichtungspunkt von {\displaystyle M} ist. Mengen ohne isolierte Punkte heißen insichdicht. Mengen, die nur aus isolierten Punkten bestehen, heißen isolierte Mengen.
In einem T1-Raum sind die abgeschlossene Hülle einer insichdichten Menge sowie die Vereinigung von insichdichten Mengen insichdicht. Die relativ offenen Teilmengen einer insichdichten Menge sind auch insichdicht. Die Vereinigung aller insichdichten Teilmengen von {\displaystyle M} heißt der insichdichte Kern von {\displaystyle M}. Mengen, deren insichdichte Kerne leer sind, heißen separiert. Jede isolierte Menge ist separiert, nicht aber umgekehrt. In einem T1-Raum ist der insichdichte Kern von {\displaystyle M} die bezüglich der Inklusion größte insichdichte Teilmenge von {\displaystyle M}. Abgeschlossene insichdichte Mengen heißen perfekt. In polnischen Räumen ist eine Menge {\displaystyle M} genau dann perfekt, wenn {\displaystyle \operatorname {cp} (M)=M}.

### Beispiel
Sei {\displaystyle M:=(0,1]\cup \{3\}} eine Teilmenge der reellen Zahlen. {\displaystyle M} besteht also aus einem links halboffenen Intervall und einem einzelnen Punkt. Mit Ausnahme der {\displaystyle 3} sind alle Elemente von {\displaystyle M} Häufungspunkte von {\displaystyle M}. Die {\displaystyle 3} ist isoliert, weil beispielsweise das offene Intervall {\displaystyle (2,4)} eine Umgebung von {\displaystyle 3} ist, die keinen weiteren Punkt aus {\displaystyle M} enthält. Jedoch handelt es sich bei der {\displaystyle 3} um einen Berührpunkt der Menge, denn sie liegt selbst in jeder ihrer Umgebungen und ist ein Element der Menge {\displaystyle M}.
Zusätzlich ist auch die Null Häufungspunkt von {\displaystyle M}. Da das Intervall links offen ist, gibt es Punkte im Intervall, die beliebig nahe an der Null liegen. Somit muss jede Umgebung der Null auch einen Punkt des Intervalls enthalten. Aus gleichem Grund ist auch die {\displaystyle 1} Häufungspunkt von {\displaystyle M}. Hier wird deutlich, dass ein Häufungspunkt von {\displaystyle M} der Menge {\displaystyle M} angehören kann, aber nicht muss.

## Andere Bezeichnungen
Zuweilen werden statt Häufungspunkt auch die Wörter Häufungswert, {\displaystyle \beta }-Punkt oder Grenzpunkt benutzt.